# Muqui (kommun)
Muqui är en kommun i Brasilien.   Den ligger i delstaten Espírito Santo, i den sydöstra delen av landet, 900 km sydost om huvudstaden Brasília. Antalet invånare är 14 396.
Omgivningarna runt Muqui är huvudsakligen savann. Runt Muqui är det ganska glesbefolkat, med 40 invånare per kvadratkilometer.